# Foleshill
Foleshill är en stadsdel i Coventry, i distriktet Coventry, i grevskapet West Midlands, i England. Ward hade 22 478 invånare år 2021. Foleshill var en civil parish fram till 1932 när blev den en del av Coventry och Bedworth. Civil parish hade 1 639 invånare år 1931. Byn nämndes i Domedagsboken (Domesday Book) år 1086, och kallades då Focheshelle'.